# 大分県道・福岡県道102号野路土佐井線
大分県道・福岡県道102号野路土佐井線（おおいたけんどう・ふくおかけんどう102ごう のじつっさいせん）は、大分県中津市から福岡県築上郡上毛町に至る一般県道である。

## 概要
大分県中津市三光臼木から福岡県築上郡上毛町大字土佐井に至る。山国川には橋長97.6 mの三原橋が架かっている。また、福岡県築上郡上毛町原井と同東上には1924年（大正13年）に当時の陸軍の手によって完成した傾城（けいせい）隧道もある。
中津市の旧三光村域の西端部の野路で国道212号から南西に分岐し、1 kmほど進んで福岡県に入り、左折して県道吉富本耶馬渓線との重複区間に入る。700 mほど南進して福岡県道・大分県道16号吉富本耶馬渓線から北西に分岐し、ヘアピンカーブを通り、傾城隧道を抜けて坂を下り北上する。山を下りたところで上毛町役場大平支所や上毛町立友枝小学校などのある旧大平村の中心部を通り、その2 kmほど先の上毛町土佐井交差点で大分県道・福岡県道109号福土吉富線と交わり終点となる。

### 路線データ
- 起点：大分県中津市三光臼木（国道212号交点）
- 終点：福岡県築上郡上毛町大字土佐井（上毛町土佐井交差点、大分県道・福岡県道109号福土吉富線交点）
- 総延長：福岡県側6,293 m

## 歴史
- 1918年（大正7年） - 宇島東上線（うのしまひがしかみせん）郡道として認定。
- 日付不明 - 福岡県道155号原井新谷線（はらいしんたにせん）認定。新谷は築上郡上毛町土佐井字新谷
- 1923年（大正12年）7月2日 - 福岡県道432号有田宇島港線（ありたうのしまこうせん）認定。
- 1924年（大正13年）11月 - 傾城隧道（けいせいずいどう）完成。
- 1934年（昭和9年）7月26日 - 福岡県道432号有田宇島港線から福岡県道433号宇島港洞門停車場線（うのしまこうどうもんていしゃじょうせん）となる。この洞門停車場とは中津市本耶馬溪の洞門ではなく福岡県築上郡上毛町原井にあった洞門停車場をさす。
- 1951年（昭和26年）8月14日 - 福岡県道433号宇島港洞門停車場線から福岡県道432号宇島港洞門停車場線に路線番号変更。
- 1959年（昭和34年）4月1日 - 福岡県道432号宇島港洞門停車場線を廃止し福岡県道152号原井土佐井線（はらいつっさいせん）認定。
- 1964年（昭和39年）12月26日 - 福岡県道152号原井土佐井線から大分県道・福岡県道152号野路土佐井線に路線名変更。
- 1973年（昭和48年）3月31日 - 大分県道・福岡県道102号野路土佐井線として路線番号変更。

## 路線状況

### 重複区間
- 福岡県道・大分県道16号吉富本耶馬渓線（福岡県築上郡上毛町大字原井 地内）

### 道路施設

#### 橋梁
- 福岡県
  - 三原橋（延長97.6 m、山国川、中津市 - 福岡県築上郡上毛町）

#### トンネル
- 福岡県
  - 傾城（けいせい）隧道：延長135 m、1924年（大正13年）竣工、築上郡上毛町

## 地理

### 通過する自治体
- 大分県
  - 中津市
- 福岡県
  - 築上郡上毛町

### 交差する道路
| 交差する道路                                      | 都道府県名 | 市町村名 | 市町村名 | 交差する場所 | 交差する場所              |
| ------------------------------------------------- | ---------- | -------- | -------- | ------------ | ------------------------- |
| 国道212号                                         | 大分県     | 中津市   | 中津市   | 三光臼木     | 起点                      |
| 福岡県道・大分県道16号吉富本耶馬渓線 重複区間起点 | 福岡県     | 築上郡   | 上毛町   | 大字原井     |                           |
| 福岡県道・大分県道16号吉富本耶馬渓線 重複区間終点 | 福岡県     | 築上郡   | 上毛町   | 大字原井     |                           |
| 福岡県道・大分県道111号東上戸原線                 | 福岡県     | 築上郡   | 上毛町   | 大字東上     |                           |
| 福岡県道・大分県道110号東下中津線                 | 福岡県     | 築上郡   | 上毛町   | 大字東下     |                           |
| 京築広域農道 / 京築アグリライン                   | 福岡県     | 築上郡   | 上毛町   | 大字土佐井   |                           |
| 大分県道・福岡県道109号福土吉富線                 | 福岡県     | 築上郡   | 上毛町   | 大字土佐井   | 上毛町土佐井交差点 / 終点 |

### 沿線
- 山国川
- 上毛町立友枝小学校